# International Humanitarian City
Pour les articles homonymes, voir IHC.
International Humanitarian City (IHC) est un organisme et centre de logistique destiné à la distribution de l'aide humanitaire. Situé dans l'émirat de Dubaï aux Émirats arabes unis, il profite d'un emplacement proche des théâtres d'opérations récents (Afghanistan, Somalie, etc.) et de l'aéroport international et du port marchand de la ville de Dubaï.
Selon le rapport HRW, dans la ville humanitaire des Emirats (Emirates Humanitarian City), entre 2 400 et 2 700 réfugiés afghans sont arbitrairement détenus par les autorités des ÉAU dans des conditions misérables.